# Station Halfweg-Zwanenburg
Station Halfweg-Zwanenburg is een spoorwegstation in Halfweg aan de 'Oude Lijn' tussen Amsterdam en Haarlem.

## Geschiedenis
Vrijwel op dezelfde plaats als het huidige station Halfweg-Zwanenburg lag tot 1927 het oude station Halfweg, dat werd geopend op een onbekende datum tussen 20 september 1839 en 1 januari 1842. Het was daarmee een van de oudste stations van Nederland. Op 2 oktober 1927 werd het station gesloten voor reizigersvervoer. Tot in 1934 fungeerde het nog als goederenstation voor de suikerfabriek met een stortplaats voor suikerbieten aan de westzijde. In 1941 werd het oude station afgebroken.
Op 9 december 2012, bij het ingaan van de treindienstregeling 2013 in Nederland, werd een nieuwe spoorweghalte geopend onder de naam Halfweg-Zwanenburg. De openingsdatum was aanvankelijk gepland op 11 december 2011, maar werd uiteindelijk 9 december 2012.

## Ligging en voorzieningen
Het station ligt bij de voormalige CSM-suikerfabriek Holland, het huidige SugarCity. De twee perrons, de Houtrakkerweg en de Haarlemmerstraatweg (ter hoogte van het Gemeenlandshuis Swanenburg) zijn met een voetgangersbrug met elkaar verbonden; deze is voorzien van liften.
Beide perrons zijn gedeeltelijk overkapt. Dit is mogelijk gemaakt door een bijdrage van 1 miljoen euro door de provincie Noord-Holland. Ook is er een P+R-terrein voor 150 auto's aangelegd aan de Houtrakkerweg. Voor een goede toegang tot het station voor reizigers uit Zwanenburg is op 9 december 2012 ook een brug voor fietsers en voetgangers over de Ringvaart van de Haarlemmermeerpolder, de Bietenbrug, in gebruik genomen.

## Treinseries
Nederlandse Spoorwegen laat vier sprinters per uur in beide richtingen stoppen op het station. In de dienstregeling 2025 betreft het de volgende treinseries:
| Serie | Treinsoort    | Route                                                                    | Bijzonderheden                                                                                     |
| ----- | ------------- | ------------------------------------------------------------------------ | -------------------------------------------------------------------------------------------------- |
| 4800  | Sprinter (NS) | Amsterdam Centraal – Halfweg-Zwanenburg – Haarlem – Alkmaar – Hoorn      | Rijdt vanaf 20:00 uur één keer per uur tussen Alkmaar en Hoorn.                                    |
| 14800 | Sprinter (NS) | Uitgeest – Beverwijk – Haarlem – Halfweg-Zwanenburg – Amsterdam Centraal | Rijdt enkel eenmaal in de late vrijdag- en zaterdagavond en alleen richting Amsterdam Centraal.    |
| 5400  | Sprinter (NS) | Amsterdam Centraal – Halfweg-Zwanenburg – Haarlem – Zandvoort aan Zee    | Wordt 's avonds na 20:00 en in het weekend niet tussen Amsterdam Centraal en Haarlem v.v. gereden. |

## Buslijnen
Station Halfweg-Zwanenbrug beschikt over een bushalte gelegen aan de A200/N200, ter hoogte van de voetgangersbrug bij SugarCity. Alle buslijnen worden verzorgd door Connexxion.
| Concessiegebied       | Lijn | Route | Soort     | Bijzonderheden                                               |
| --------------------- | ---- | --- | --------- | ------------------------------------------------------------ |
| Haarlem/IJmond        | 80   | Zandvoort, Centrum - Station Heemstede-Aerdenhout – Haarlem, Schipholweg/Europaweg – Haarlem, Station Spaarnwoude – Station Halfweg-Zwanenburg – Amsterdam, Busstation Elandsgracht | Streekbus |                                                              |
| Amstelland-Meerlanden | 161  | Hoofddorp, Station – Lijnden – Boesingheliede – Zwanenburg – Station Halfweg-Zwanenburg – Zwanenburg, Kinheim                                                                       | Streekbus | Rijdt niet in het weekend                                    |
| Haarlem/IJmond        | 680  | Aerdenhout, Boekenroodeweg – Heemstede, Station – Haarlem, Schipholweg/Europaweg – Haarlem, Station Spaarnwoude – Zwanenburg – Station Halfweg-Zwanenburg                           | Schoolbus | 's Ochtends richting Aerdenhout, 's middags richting Halfweg |
| Haarlem/IJmond        | N80  | Amsterdam, Leidseplein → Station Halfweg-Zwanenburg → Haarlem, Station Spaarnwoude → Haarlem, Station → Haarlem, Delftplein/Spaarne Gasthuis → Velserbroek → Beverwijk, Station     | Nachtbus  | Rijdt alleen op vrijdag- en zaterdagnacht                    |

## Ontwikkeling aantal reizigers
Het aantal door NS vervoerde reizigers (per gemiddelde werkdag) ontwikkelde zich sedert 2019 als volgt:
| Jaar | Aantal reizigers |
| ---- | ---------------- |
| 2019 | 3.063            |
| 2020 | 1.441            |
| 2021 | 1.720            |
| 2022 | 2.349            |
| 2023 | 2.776            |
| 2024 | 2.685            |

## Afbeeldingen

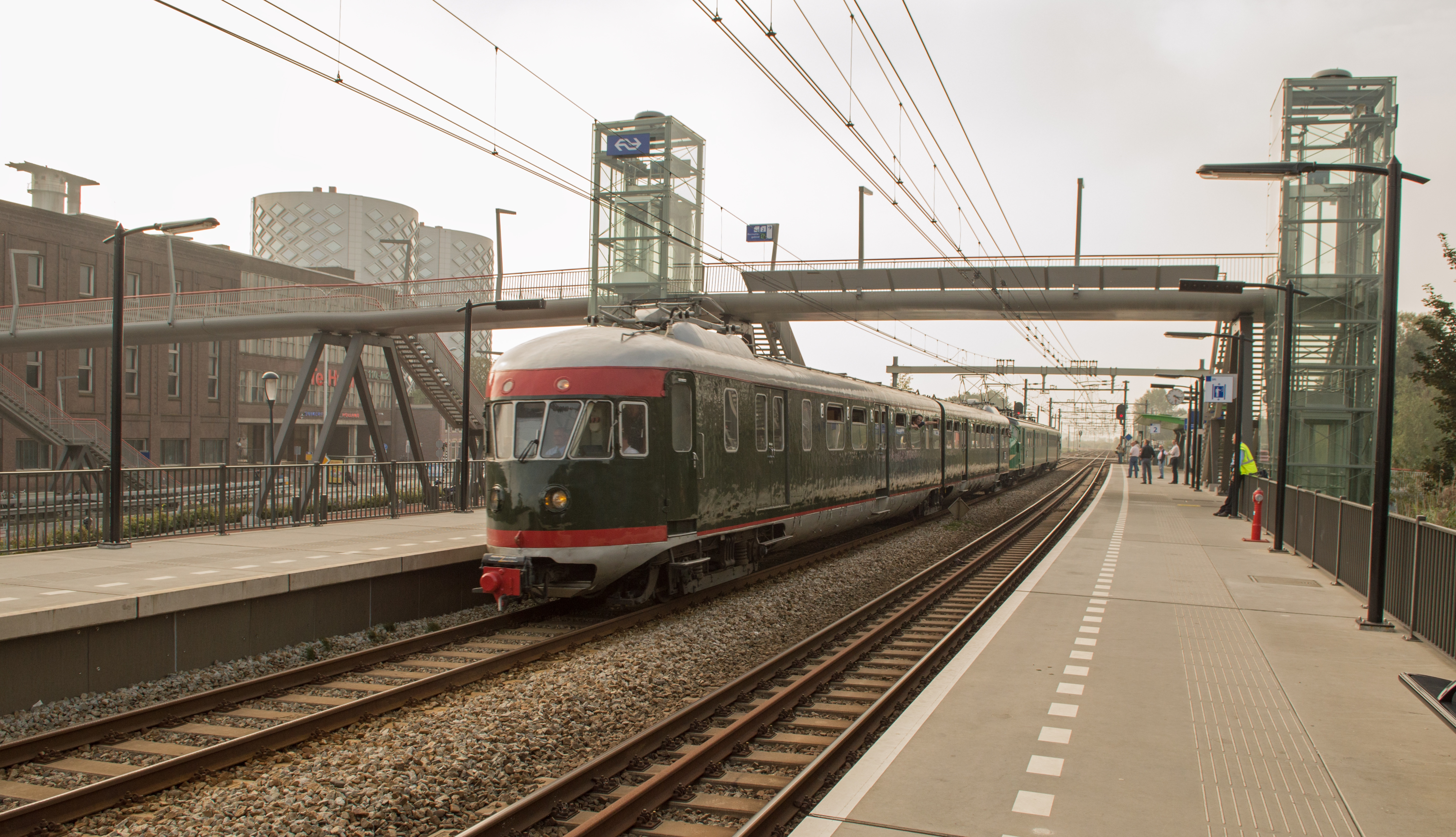
Monumentale trein passeert het station ter ere van 175 jaar spoorwegen in Nederland
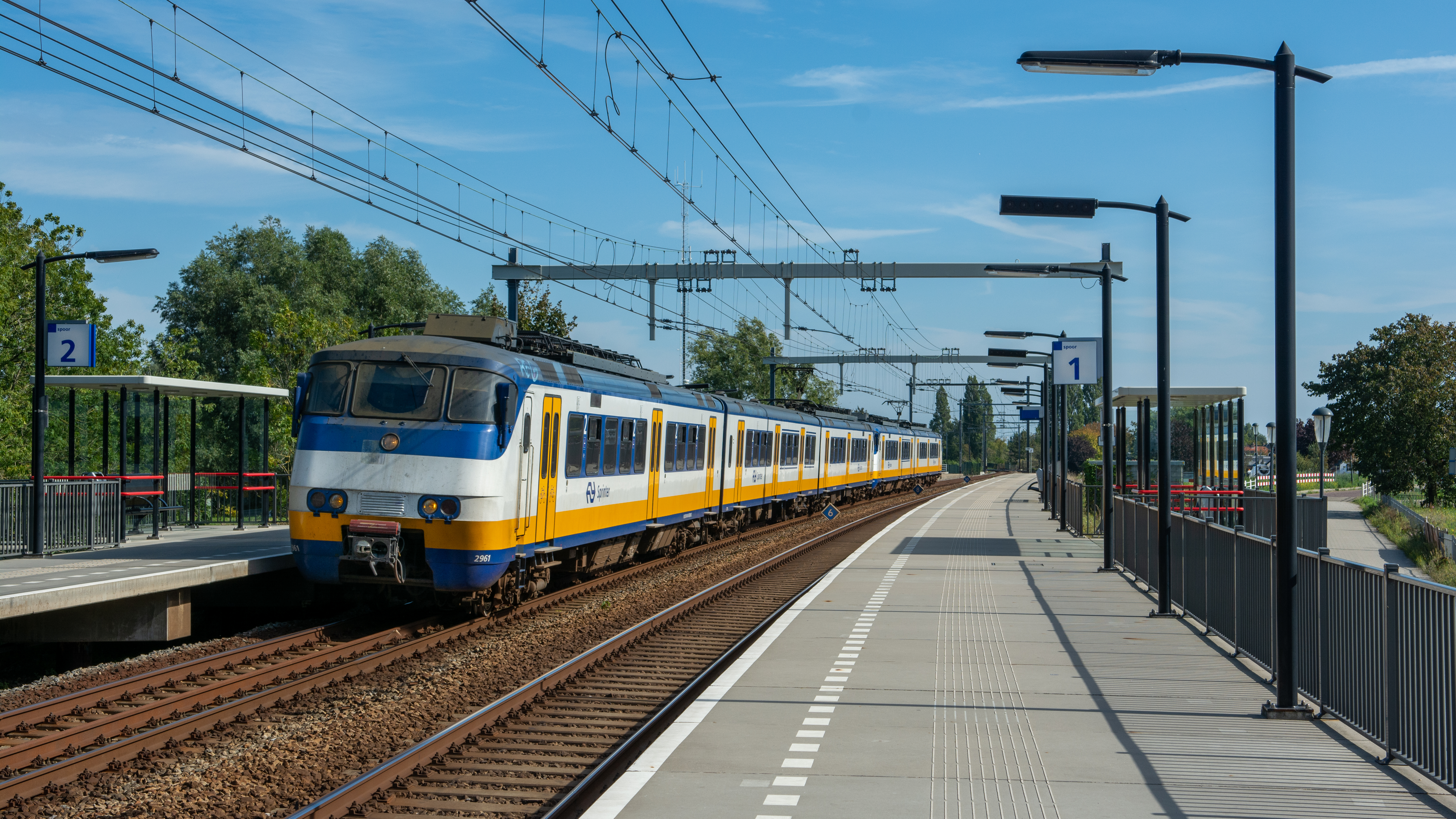
SGM op het station
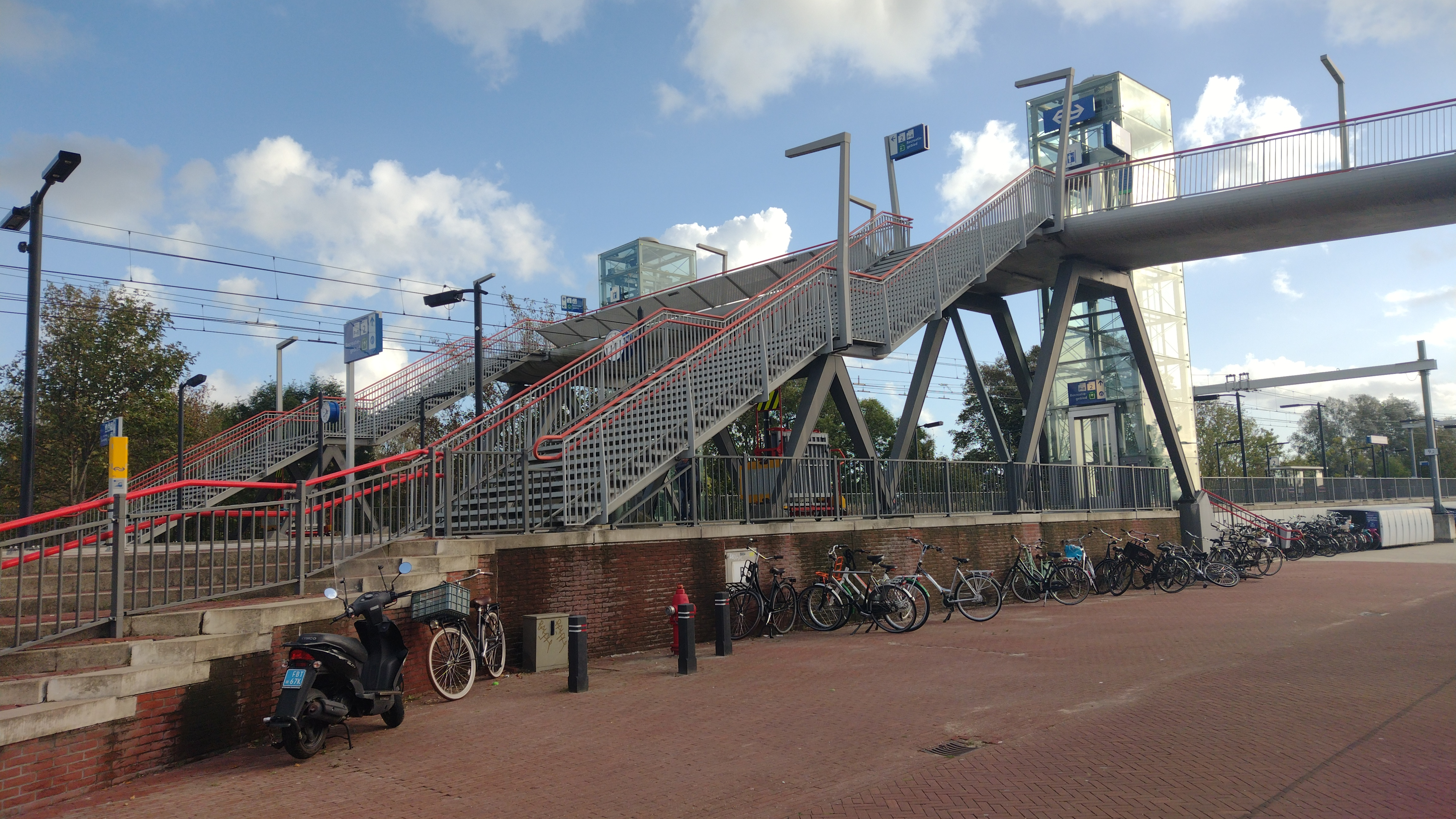
Trap en lift
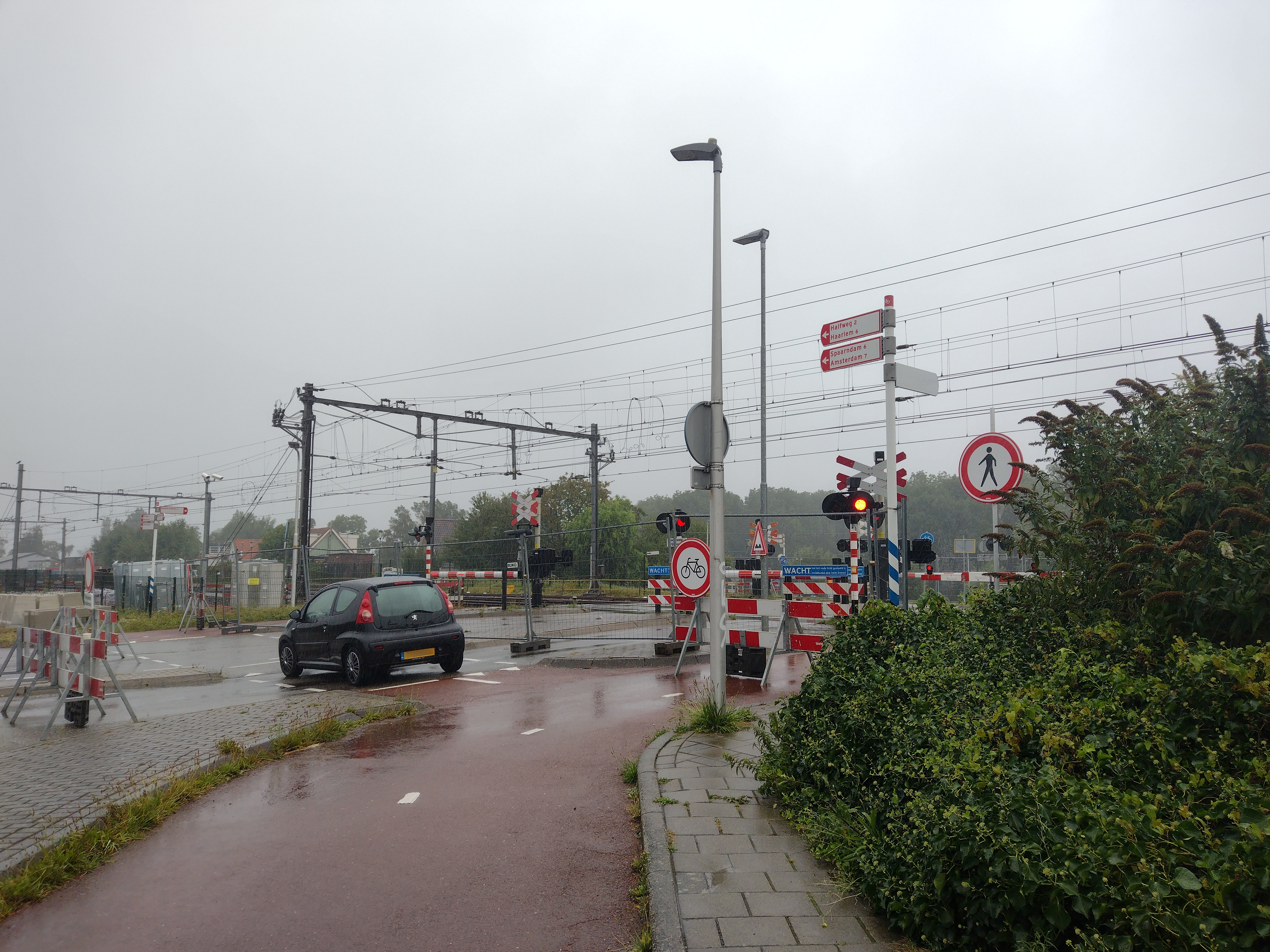
Gesloten spoorwegovergang naast het station vanwege de Formule 1 in Zandvoort
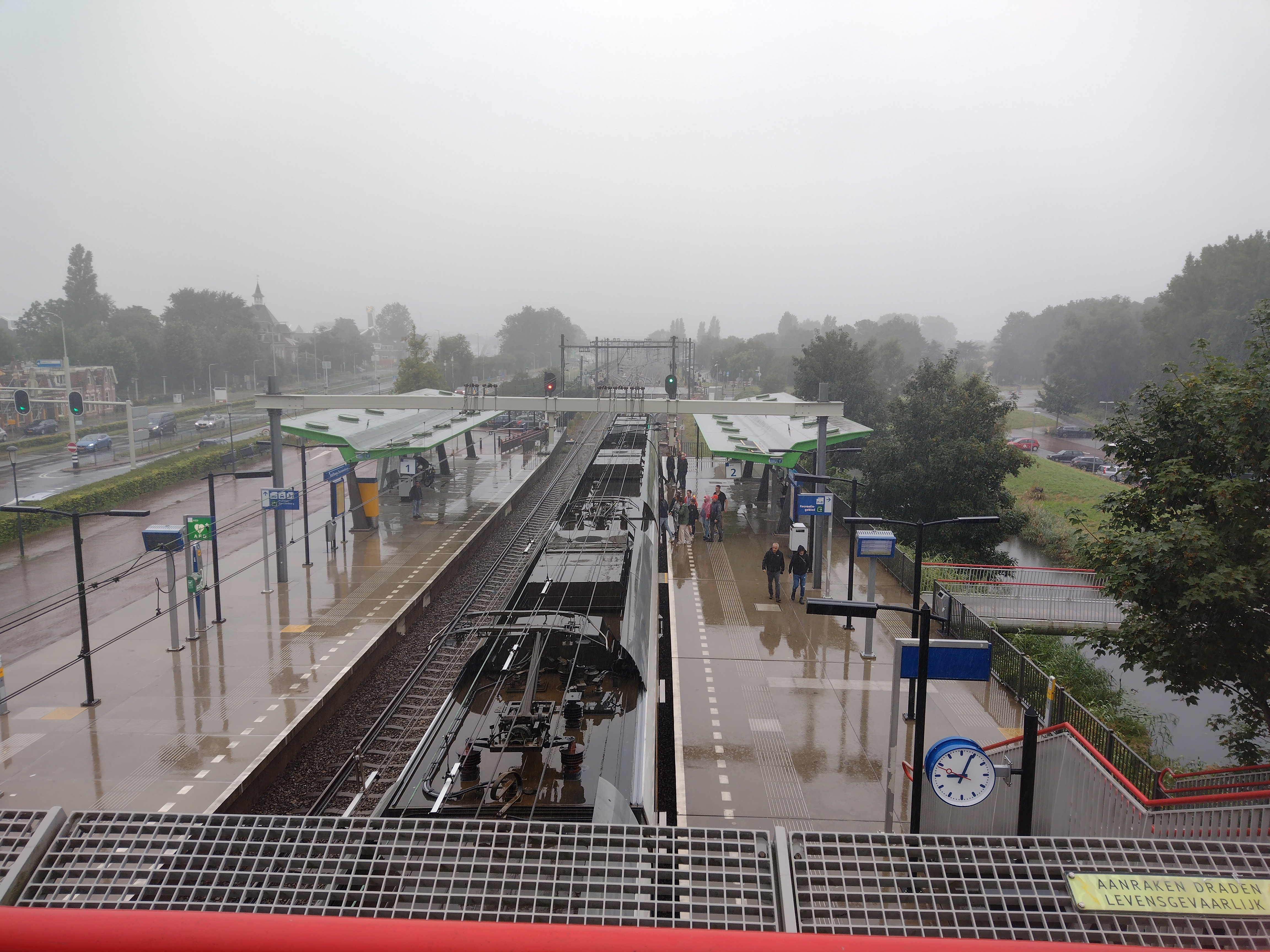
SLT richting Zandvoort tijdens de Grand Prix